# 杜顗
杜顗（?—?），字胜之，唐朝官员，出自京兆杜氏，杜佑之孙，杜從郁之子，杜牧的弟弟。

## 生平
杜顗幼年眼睛就有病，母亲禁止他为学。举进士，礼部侍郎贾餗对人说：“得杜顗足可敌数百人。”授任他为秘书省正字。李德裕表奏他为浙西府宾佐。李德裕恃贵气盛，宾客无敢相忤，只有杜顗多次谏正。李德裕谪袁州，叹道：“属下爱我都像杜顗，我没有今日。”他官至淮南節度判官。太和末年，杜顗被召为咸阳县尉，直史馆。常对人说：“李训、郑注必败。”没有到达京师，听说甘露之变爆发，上疏辞病而归。杜顗也善写文章，与杜牧相上下。杜牧担任监察御史、分司东都时，杜顗患病失明，杜牧弃官照顾弟弟。杜顗因病去世。

## 子孙
- 子：杜无逸
  - 孙：杜沦，字正猷
  - 孙：杜潾，字文辉